# Maurizia Barazzoni
Maurizia Barazzoni (Bibbiano, 1955) è un soprano, musicologa e saggista italiana.

## Biografia
Si è diplomata al Conservatorio Martini in canto lirico con il massimo dei voti. Ha vinto il concorso Festival Caccini Recitar cantando. Ha interpretato diversi ruoli in opere barocche italiane e tra le  sue registrazioni vi sono i madrigali e le arie complete di Giulio Caccini. Ha cantato nella colonna sonora del film del 1996 Ritratto di signora.
È autrice del Metodo di Canto Italiano dal 'Recitar cantando' a Rossini.

## Saggi
- Metodo di canto italiano dal 'Recitar cantando' a Rossini, Bologna, UT Orpheus, 2011[4]

## Discografia
- 1985 – Maurizia Barazzoni, Sandro Volta, Arie e madrigali sopra le rime di Marcello Chiabrera, LP (x1), Dynamic Digital DDS 6038, Italia, [5]
- 1996 – M. Barazzoni e altri, Antonio Vivaldi: Il Teuzzone - Dramma per musica in tre atti - libretto di Apostolo Zeno, CD (triplo), Tactus TC 672280, Italia, [5]
- 1999 – Maurizia Barazzoni, Sandro Volta, Sigismondo d'India - Le musiche da cantar solo, Libro V, CD (x1), Tactus TC 580402, Italia, [5]
- M. Barazzoni e altri con Ensemble "Elyma", Sigismondo d'India - Secula vocal music, CD (triplo), Brilliant Classics 93369, Italia, [5]